# Ophiorrhiza lawrenceana
Ophiorrhiza lawrenceana är en måreväxtart som beskrevs av George King och David Prain. Ophiorrhiza lawrenceana ingår i släktet Ophiorrhiza och familjen måreväxter. Inga underarter finns listade i Catalogue of Life.